# Asystasia alba
Asystasia alba är en akantusväxtart som beskrevs av Ridley. Asystasia alba ingår i släktet Asystasia och familjen akantusväxter. Inga underarter finns listade i Catalogue of Life.